# 卡尔文·史密斯
卡尔文·史密斯（英語：Calvin Smith，1961年1月8日—），美国男子田径运动员，主攻短跑。他曾代表美国参加1984年和1988年夏季奥林匹克运动会田径比赛，获得一枚金牌和一枚铜牌。